# Brachystola magna
El chapulín gordiflón (Brachystola magna) es un saltamontes de gran tamaño propio del sur y centro de los Estados Unidos y del norte de México.
Es de color café rojizo con puntos negros en las alas exteriores con algunas variaciones en color. Los ejemplares que se encuentran hacia el norte son más verdes mientras que los que se encuentran en el sur presentan colores más pardos. Esta especie tiene alas extremadamente pequeñas y es incapaz de volar. Las antenas son café azuladas y las patas son rojizas cerca del cuerpo con tarso púrpura. Posee una cresta sobre la parte superior y media del abdomen. Se distingue de la Brachystola virescens por sus antenas más largas y su color.